# André Vahl
André Vahl, né le 4 février 1913 à Nancy et mort le 18 novembre 1983 à Vandœuvre-lès-Nancy, est un peintre et graveur français, membre, puis directeur de l'École des Beaux-Arts de Nancy.

## Biographie
André Jules Marie Vahl est le fils de Jules Vahl, professeur, et de Madeleine Lequien.
Après des études à l'école des Beaux-Arts de Nancy où il est élève de Victor Prouvé, il pratique un peu la gravure sur bois, le burin et la lithographie, mais rapidement de façon presque exclusive l'eau-forte. Il participe pendant ses études à la création de l'atelier de gravure de l'école des Beaux-Arts.
Dans son discours de réception à l'Académie de Stanislas en 1973, il rappelle le rôle fondateur qu'a eu pour lui un voyage en Belgique réalisé pendant ses études. Son œuvre profite ainsi de la fréquentation de l'art flamand et de l'art néerlandais : musées, paysages.
En 1937, il épouse Suzanne Paule Marie Hottier à Lay-Saint-Christophe, graveuse elle aussi. Ses amis les plus proches sont Jacques Hallez et Antoine-René Giguet.
Après 1945, il devient professeur à l'École des Beaux-Arts de Nancy, et compte parmi ses élèves Claude Weisbuch, Pierre Jacquot, Henri Lalevée, Jacques Linard, Jacques Martin, Élisabeth Poydenot, J.-P. Courroy, Patrice Vermeille, Jean-François Chevallier et Michel Davril.
Il a pratiqué la gravure de commande pour de grandes entreprises lorraines qui offraient en cadeau à leurs clients et collaborateurs une œuvre signée : Aciéries de Pont-à-Mousson, De Wendel, Est républicain.
Après les événements de Mai 68, Vahl devient directeur de l’École des Beaux-Arts de Nancy. Il cesse alors de graver mais entreprend de constituer une collection photographique d'histoire de l'art et des cycles de conférences sur ce sujet avec Henri Claude.

## Œuvres
André Vahl grave surtout des paysages de la Lorraine.
- Vieille maison dans les Vosges, 1936. Bois.
- Le château-fort, 1936. Aquatinte.
- Le prieuré de Blanzey, 1936.
- Le vieux paysan, 1937.
- Le petit garçon, 1945.
- La côte de Vaudémont en hiver, vers 1950.
- Gezoncourt.
- Vaudémont en hiver.
- Vandeleville.
- Ville-au-Val.
- Morey.
- Route en avril.
- L'orage.
- Blanzey.